# Alcippe (fille d'Arès)
Pour les articles homonymes, voir Alcippe.
Dans la mythologie grecque, Alcippe ou Alcippé est une mortelle, fille d'Arès et d'Aglaure.

## Famille
Alcippe est la fille d'Arès, dieu de la violence et de la guerre, et de la princesse athénienne Aglaure. Ses grands-parents paternels sont donc Zeus et Héra, ses grands-parents maternels Cécrops et Aglaure (sa mère et sa grand-mère ayant le même prénom).

## Mythologie
Alcippe était la fille de la princesse athénienne Aglaure, née d'une liaison entre cette dernière et d'Arès. Elle fut un jour agressée par son cousin Halirrhotios, le fils de Poséidon, qui la viola ou tenta de la violer, selon les versions,. Arès le surprend en flagrant délit et, furieux, il le tue.
Poséidon réclame alors réparation auprès de Zeus pour le crime et Arès est jugé devant le tribunal des dieux olympiens, le premier procès de l'histoire, qui a lieu sur la colline de l'Acropole d'Athènes qui prend alors son nom, l'Aréopage. Arès affirme avoir tué Halirrhothius pour défendre/venger sa fille du viol, et Alcippe confirme la déclaration de son père. Selon Euripide, Arès sera acquitté par les dieux à l'issue de ce procès. D'après Panyasis cependant, il semble qu'Arès soit condamné à servir parmi les mortels, sans doute pour prix de ce meurtre.

## Référence
1. ↑  (en) Leonard Schmitz, A Dictionary of Greek and Roman biography and mythology, Abaeus, 1867 (lire en ligne), p. 75.
2. ↑  (en) « Pausanias, Description de la Grèce, Attique, chapitre 27, section 7 », sur www.perseus.tufts.edu (consulté le 11 mars 2023).
3. ↑  (en) « Apollodorus, Library, book 3, chapter 14, section 2 », sur www.perseus.tufts.edu (consulté le 11 mars 2023).
4. ↑  Hellanicos (4F38).
5. ↑  Euripide, Électre [détail des éditions] [lire en ligne], vers 1258–1262.
6. ↑  Fragment 3 PEG.